# Котлета по-киевски
Котлета по-киевски — блюдо русской и украинской кухонь, представляющее собой панированное отбивное куриное филе, в которое завёрнут кусочек сливочного масла. Изначально масло вбивалось в котлету кулинарным молотком, что делало вкус филе сливочным, при поточном производстве масло стали просто заворачивать. Получившаяся котлета имеет эллипсоидную форму. Жарят во фритюре, предварительно дважды панируют с льезоном. В масло можно добавлять тёртый сыр, грибы, зелень, яичный желток и пр. Блюдо подают на гренке (крутоне). Часто при разделке филе сохраняют косточку, на которую при подаче на стол надевается папильотка. Панированная куриная котлета, жаренная на сковороде, а не во фритюре, называется котлета «де-воляй». Панированная натуральная куриная котлета с начинкой из густого молочного соуса с измельчёнными варёными шампиньонами называется «котлета марешаль» или «маршальская котлета».

## История блюда
Согласно В. В. Похлёбкину, этот вид котлет был придуман в 1912 году в Санкт-Петербурге и назывались «новомихайловскими», по названию расположенного рядом Михайловского дворца. Схожим образом в 1909 году объясняла происхождение котлет и их названия П. П. Александрова-Игнатьева: «Новомихайловскими эти котлеты называются потому, что впервые были приготовлены в Санкт-Петербурге, в клубе сельских хозяев, помещавшемся на Михайловской улице». Согласно её рецепту, новомихайловские котлеты были рублеными и являлись более нежным вариантом пожарских котлет.
В Киеве куриные котлеты с маслом внутри начали готовить в 1918 году, однако в то время популярности они не добились. В 1947 году такие котлеты приготовили в честь возвращения советской делегации из Парижа, после подписания ею мирных договоров с бывшими сателлитами Германии. Позже это блюдо появилось в одном из ресторанов на Крещатике под названием «котлеты по-киевски», и впоследствии оно стало стандартным для всех ресторанов системы «Интуриста».
В Волгограде котлеты по-киевски приобрели популярность в качестве уличной еды и считаются неофициальным гастрономическим символом города.

## Технология приготовления

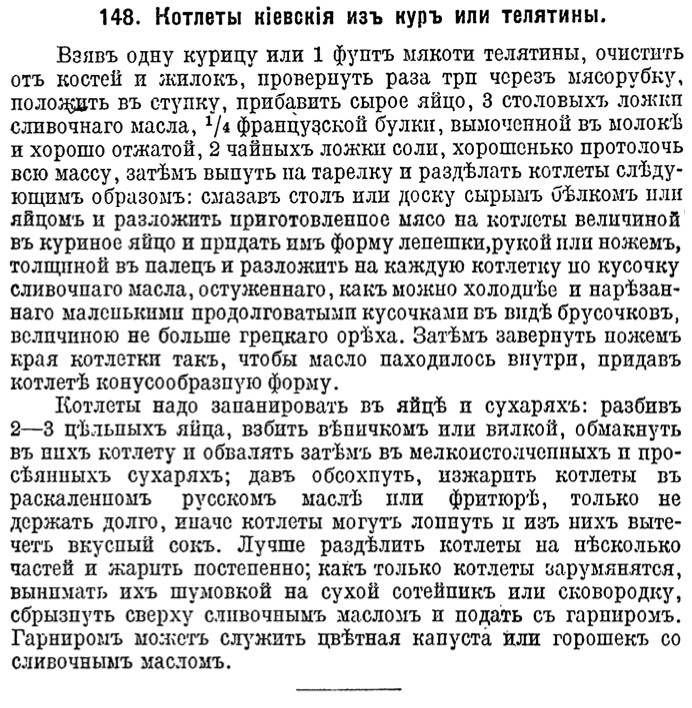
Рецепт «Котлеты киевские из кур или телятины», опубликованный в дореволюционном «Кулинарном сборнике» (1915), в котором были собраны рецепты, ранее (в 1913-1914 гг.) напечатанные в московском «Журнале для хозяек»

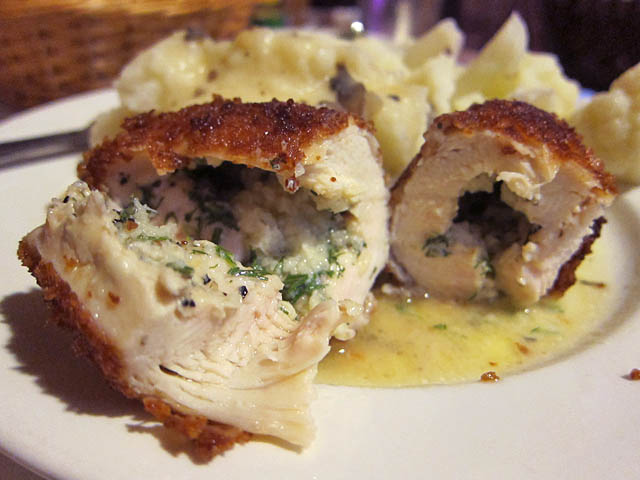
Котлета по-киевски на срезе

Для начинки разминают сливочное масло, добавляют мелко нарезанную зелень, соль и чёрный перец. Ингредиенты перемешивают до однородности.
После делают порции масла в виде овала или шишечки и кладут на несколько минут в морозильник для того, чтобы при формировании котлет начинка из масла и зелени не расплывалась.
Пока масло с зеленью подмораживается, готовят куриное филе: очищают от сухожилий, косточек и аккуратно отбивают. В центр отбитого филе кладут охлаждённое масло с зеленью и заворачивают. Сформированные котлетки кладут на несколько минут в морозильник.
Пока сформированные котлетки охлаждаются, в небольшой ёмкости взбивают яйца с молоком. Охлаждённые котлеты не должны разваливаться, но и не должны быть замороженными.
Котлеты посыпают чёрным перцем и обваливают в муке, окунают в молоко с яйцом и обваливают в панировочных сухарях. Панировку повторяют дважды для того, чтобы сформировать хрустящую аппетитную корочку, которая сохранит форму котлеты при жарке.
Котлету жарят в большом количестве жира до образования корочки, затем помещают в жарочный шкаф и доводят до готовности. Подают сразу после приготовления.
Для приготовления котлеты на куриной косточке при разделке филе сохраняют крепящуюся к нему кость.
Кроме масла и зелени в начинку иногда добавляют яичный желток и сыр. Набор ингредиентов зависит от предпочтений повара.